# Zeit der Störche
Zeit der Störche ist ein DEFA-Film von Regisseur Siegfried Kühn aus dem Jahr 1971.

## Inhalt
Auf einer Reise zu einer Freundin, bei der sie ihren Urlaub verbringen möchte, lernt die Lehrerin Susanne Krug den Montagearbeiter Christian Smolny kennen. Susanne ist prinzipientreu, Kandidatin der SED und seit zwei Jahren mit dem grundsoliden Wolfgang zusammen. Sie leben kein aufregendes, aber harmonisches Leben und stehen kurz vor ihrer Hochzeit. Christian führt ein lockeres Leben, außer seiner Arbeit nimmt er kaum etwas ernst. Susanne ist die erste Frau, zu der er so etwas wie Liebe empfindet. Auch Susanne verliebt sich in Christian, kommt aber nicht mit seiner Einstellung zum Leben klar, die er nicht ändern will. Darüber kommt es zwischen beiden zu einem großen Streit und Susanne kehrt zu Wolfgang zurück. Doch sie merkt, dass sie nur Christian liebt. Sie arrangiert ein Wiedersehen mit Christian. Beide sprechen sich aus und Christian will sich in Zukunft ändern.

## Kritik
„Ein Gebrauchsfilm im guten Sinne, mit einigen Ambitionen gemacht, aber mehr eine Arbeit, die man solide ausführt, als eine Herzenssache.“

„Der in seinem Grundtenor heitere Film vermittelt in poetischer Weise Grundzüge unseres […] Lebensgefühls. Die Baustelle, wie die mecklenburgische Landschaft mit dem Dorf, den Wiesen, Teichen und den - hier zum Symbol gewordenen - fliegenden Störchen sind organisch in die Handlungsführung und die Bildgestaltung einbezogen. Siegfried Kühn beweist damit seine Regiebegabung.“

„Ein Film mit Brüchen und formalen Schwächen, der auf eine klare erzählerische Linie verzichtet und sich eher wie ein Puzzle zusammensetzt. Sehenswert aufgrund seiner guten Darsteller, die in teils freizügig erotischen Szenen spielen.“

## Bemerkungen
Der 1970 gedrehte Farbfilm der DEFA-Gruppe KAG „Roter Kreis“ hatte am 3. September 1971 im Leipziger Kino „Capitol“ Premiere. Regisseur Siegfried Kühn verfilmte die Erzählung Zeit der Störche von Herbert Otto aus dem Jahr 1966 in der Tradition des sowjetischen Gegenwartsfilms jener Zeit. Der Absolvent der Moskauer Filmhochschule Gerassimow-Institut für Kinematographie erzählte die Geschichte vor dem Hintergrund der „wissenschaftlich-technischen Revolution“ in der DDR.
Heidemarie Wenzel und Winfried Glatzeder spielten kurz darauf im DEFA-Klassiker Die Legende von Paul und Paula erneut zusammen. Für die große, schlanke und blonde Heidemarie Wenzel war der erfolgreiche Film der Durchbruch zum Star, was nicht zuletzt an einer der ersten Nacktszenen in einem DEFA-Film lag. Der Theaterregisseur Fritz Marquardt spielt im Film eine kleine Nebenrolle als Bahnwärter.